# Château de Saint-Priest-de-Gimel
Le château de Saint-Priest est situé sur la commune de Saint-Priest-de-Gimel, dans le département de la Corrèze. 

## Historique
Ce château appartient à la famille de Valon, parmi laquelle se trouve le maire de Tulle de 1825 à 1830, Antoine-Joseph-Louis-Sylvestre, comte de Valon. 
Le monument fait l'objet d’une inscription au titre des monuments historiques depuis le 22 novembre 1981.